# Hotel Marriott Santiago de Chile
L'Hotel Marriott Santiago de Chile est un gratte-ciel situé à Santiago au Chili. Construit de 1997 à 1999 et mesurant 130 mètres de hauteur (d'après Emporis), il abrite un hôtel de la chaine Marriott de 280 chambres.
La surface de plancher de l'immeuble est de 115 500 m2 desservi par 22 ascenseurs.
En 2023 c'était le 4° plus haut immeuble de Santiago et le plus haut hôtel du Chili .
L'immeuble qui a coûté 110 millions de dollars a été conçu par les agences José Ramón Ugarte y Asociados, Sergio Amunátegui, Carmen Barreau V.